# 数据元
一个数据元由以下两部分组成：
1. 数据元概念：数据元概念是能以一个数据元的形式表示的概念，其描述与任何特定表示法无关。
2. 表示：表示由值域、数据类型、计量单位（如果需要）、表示类（可选）组成。

基于数据建模的视角，一个数据元概念由两部分组成。
1. 对象类：可以对其界限和含义进行明确的表示，且特性和行为遵循相同规则的观念、抽象概念或现实世界中事物的集合。
2. 特性：一个对象类所有成员所共有的特性。

在元数据理论中，数据元素是具有精确含义或精确语义的数据原子单元。数据元素具有以下属性：
1. 标识，例如数据元素名称
2. 清晰的数据元素定义
3. 一项或多项表述术语
4. 可选枚举值代码（元数据）
5. 其他元数据注册表中数据元素的同义词环[1]

可以通过手动或自动应用程序发现和理解过程检查软件应用程序或应用程序数据文件来发现数据元素的使用情况。一旦发现数据元素，它们就可以在元数据注册表中注册。
在电信中，数据元素具有以下组成部分： 
1. 命名的数据单元，在某些情况下被认为是不可分割的，而在其他情况下可能由数据项组成。
2. 数据库中表示的每个实体及其属性的命名标识符。
3. 建立在标准结构之上的基本信息单位，具有独特的含义和独特的单位或值。
4. 在电子记录保存中，指代一项单独的信息（例如姓名、地址或年龄）的字符或字节的组合。

在数据库和数据系统领域，更一般地，数据元素是形成数据模型的一部分的概念。作为数据表示的元素，数据元素的集合形成了数据结构。

## 实际运用
在实际中，数据元素（字段、列、属性等）有时会“过载”，这意味着给定的数据元素将具有多种潜在含义。虽然过载是一种众所周知的不良做法，但它仍然是理解系统正在做什么的一个非常现实的因素或障碍。
1個元数据=1bit